# アルミノート
アルミノート（Aluminaut）は、アルミニウムの精錬業を営むレイノルズ社が1964年に建造した80米トン、全長16mの有人深海探査艇。
実験船のアルミノートはフロリダ州マイアミを拠点として1964年から1970年までレイノルズ マリーン サービシーズによって運用され、海軍の任務やジャック・クストーの映画撮影等についた。
アルミノートは有名な1966年のパロマレス米軍機墜落事故における水素爆弾の回収と1969年の大西洋での小型深海探査艇(DSV)アルビン号の回収に使用された後、当時レイノルズ社の本社があったバージニア州リッチモンドの科学博物館に寄贈され永久展示される。
活躍した期間は実質的に約5年と短期間ではあったが、海洋学、安全保障の分野において数々の重要な成果を残した。

## レイノルズ社によるアルミニウムの用途の模索
レイノルズ社は1919年に設立され合衆国で2番目、世界で3番目に大きいアルミニウムの会社に成長した。

## 1964年: アルミノート: 世界初のアルミ製潜水艦
レイノルズ社はアルミニウムの用途の研究開発の先駆者だった。重量削減の効果があるのでアルミ製の乗り合いバスや自動車を試作した。自動車用の用途開発は始まったばかりだった。
アルミニウム製潜水艦の概念はレイノルズ社で1942年第二次世界大戦中に創業者の息子で上級副社長であるJulian "Louis" Reynoldsによるものだった。当時34歳だった Louis Reynoldsは戦前は売り上げの65%を占める箔部門を担当した。 レイノルズ メタルはアメリカの戦争に積極的な役割を果たしたが、それはアルミニウム潜水艦を建造する20年前の事だった。
1964年、レイノルズはジェネラル・ダイナミクス社のジェネラル・ダイナミクス・エレクトリック・ボートの建造した世界初のアルミニウム製潜水艦を保有した。潜水艦はマイアミを拠点とする子会社であるレイノルズ マリーン サービシーズによって運用された。多くの潜水艇と比較してアルミノートは大きかった。重量は80トンで3人の乗員と3から4人の科学者を収容できた。4か所の観測窓を備え、能動式と受動式のソナー、マニピュレーター、サイドスキャン・ソナーを備え、6,000ポンド (2,700 kg)の積載物を収容できた。
レイノルズはアルミノートを設計し実験として建造した。多くの種類の海洋学とサルベージの任務に対応できる柔軟性を備えていた。1964年9月にタイム誌は類稀な仕様で51-フート (16 m)の船体は11の鍛造された円筒で構成されると記した。アルミニウムの強度重量比が鋼鉄を上回っていたのでアルミノートの厚さ6.5インチ (170 mm)の船殻は最大潜水深度17,000 ft (5,200 m)で潜水時に受ける7,500 lbf/in² (52 MPa) の圧力に耐える事が出来た。
アルミノートはマサチューセッツのウッズホール海洋研究所で設計され1956年に初めて試験された。技術者達が内部の空間を検討するために実物大の木製の模型が製作された。計画は当時、極秘裏に扱われた。当時、タワー型の出入り口が無く、すぐに沈没した。タワー型の出入り口が設計され、追加され最初の試験で潜水艦は転覆した。当時は設計が非実用的でおそらく解体されると思われた。(David Guy Harden博士の個人的な推測)
最終的な設計の1/16縮尺の模型が1960年に製造され、安定性と圧力の試験に合格した。

## 1966年: 水素爆弾の回収補助

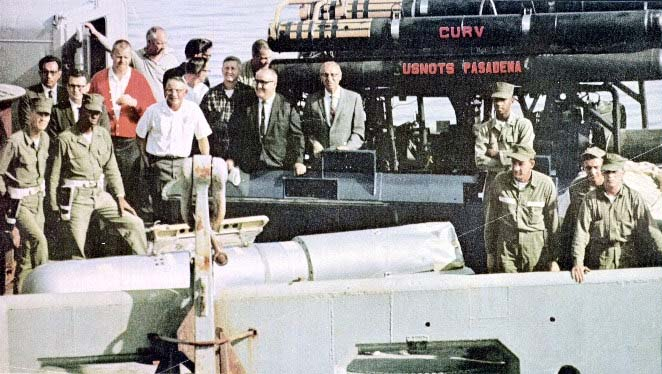
潜水艦救難艦 U.S.S. Petrel上で1966年4月にスペイン沿岸の大西洋の水深762mから回収された水素爆弾

アルミノートは事故時に有用だった。1966年1月17日、TNT換算で1.45メガトンの水素爆弾がスペインのパロマレス沖合の地中海でアメリカ空軍のパロマレスB52事故によって失われた。
B-52爆撃機とKC-135空中給油機の事故で8人の乗員が死亡した。3基の水素爆弾は地上に落下して1基は水中に沈んだ。地上に落ちた爆弾は速やかに落下地点を特定できたものの、海に沈んだ爆弾は場所の特定ができなかった。
アメリカ海軍はWilliam S. "Wild Bill" Guest提督の下でスペイン沿岸に18隻の艦船、2,200名を回収任務に充当した。さらに艦船や民間の乗員のアルミノートと深海探査艇(DSV), アルビン号の両船が専用の機材を装備して共同でこの未曽有の危機に対処する事になった。アルミノートとアルビンは水深を調べ沈没した爆弾の位置を特定する任務に就いた。80日間の探索はアメリカとスペインの関係に軋轢をもたらし、ソビエトの広報者はタイム誌に反米の豊富な放射性降下物と記述した。
爆弾はアルビンによって水深910m付近で発見され、1966年4月に回収された。 Guest提督は報道に写真撮影を許可して2,100-ロングトン (2,100 t)の潜水艦救難艦のUSS Petrel上で水素爆弾の写真が撮影された。

## 1969年: 深海潜水艇の救助
両方とも1964年に就航したもののより小型のアルビン号は、遥かに長寿命で35年後でもまだ重要な任務で働く。アルミノートは1969年にアルビンを救助した。
1968年、10月、アルビン号はNOAAの母船であるLuluで輸送されていた。Luluは退役した2隻の海軍のポンツーンボートに支持構造体を追加したものだった。アルビン号の曳航中にLuluの側面からの2本の鋼索が外れて3人の乗員は退避してハッチは開かれた状態だった。ポンツーンとの間にデッキは無く、アルビン号は水を被りすぐに沈み始めた。3人の乗員は脱出したが潜水艇は1500mの海底に沈んだ。(5000 ft)
1969年9月、アルビン号におよそ1マイルの長さのケーブルと網を巻きつける作業にアルミノートが使用された。 USS Mizarによってケーブルが巻き上げられ、海面に姿を見せたアルビンの損傷は軽微である事が判明した。この事故では零℃近い海水と低酸素で保全された事が明らかになった。アルビン号は事故後、主要な分解整備が必要だった。

## 他の任務
アルミノートの海軍での他の仕事として2100ポンドの魚雷をバハマでの音響試験時に回収した。ジャック・クストーとイヴァン・ト・スタジオの映画撮影を助けた。海軍海洋局の測量では深度6,000フィート (1,800 m)まで到達した。

## 引退、展示
アルミノートは1970年に引退した。その後、レイノルズ社からバージニア科学博物館に寄贈された。世界初のアルミ製潜水艇の永久展示になった。アルミノート号の展示は訪れる人々にアルミニウムとレイノルズ社がリッチモンドと合衆国に貢献した事が伝えられる。なお、レイノルズ社は2000年にアルコアに買収されている。

## 関連
- 深海
- 海嶺
- 熱水鉱床